# Vamos Dançar (álbum)
Vamos Dançar é o quinto e último álbum de estúdio da dupla Claudinho & Buchecha, lançado em 2002 pela Universal Music. O cantor Claudinho morreu ainda em 2002, vítima de um acidente de carro, na Rodovia Presidente Dutra.

## Faixas
| N.º | Título                | Duração |  |
| 1.  | "Bonde da Zoeira"     | 4:01    |  |
| 2.  | "Gostosa"             | 4:04    |  |
| 3.  | "Zó-Zó-Zó"            | 3:07    |  |
| 4.  | "Deusa Negra"         | 3:13    |  |
| 5.  | "Eu Sonhei"           | 3:56    |  |
| 6.  | "Desinibida"          | 3:54    |  |
| 7.  | "Saliência"           | 3:32    |  |
| 8.  | "Vamos Dançar"        | 3:29    |  |
| 9.  | "Baixo Degrau"        | 3:56    |  |
| 10. | "Meu Anjo"            | 4:21    |  |
| 11. | "Fico Assim Sem Você" | 3:44    |  |
| 12. | "Paz"                 | 3:21    |  |